# Nino Abesadze
Nino Abesadze (hebrejsky: נינו אבסדזה, gruzínsky: ნინო აბესაძე; * 12. dubna 1965) je izraelská politička a bývalá poslankyně Knesetu za stranu Kadima.

## Biografie
Narodila se v Tbilisi v Sovětském svazu, v dnešní Gruzii, gruzínskému otci a židovské matce. Vysokoškolské vzdělání získala na Státní univerzitě v Tbilisi v oboru literatura a ruská jazykověda. Matka se třemi sestrami emigrovala do Izraele v roce 1980. Nino přesídlila do Izraele v 90. letech 20. století. Je rozvedená, má dvě děti. Hovoří hebrejsky, francouzsky, rusky a gruzínsky.

## Politická dráha
Působí v médiích. Je ve správní radě úřadu pro televizi a rozhlas a ve správní radě izraelské loterie. Publikovala v denících Jedi'ot achronot a Vesti.
Do Knesetu nastoupila po volbách roku 2009, ve kterých kandidovala za stranu Kadima. Mandát ale získala až dodatečně v listopadu 2010 jako náhradnice za dosavadního poslance Cachiho Hanegbiho. Působila jako členka parlamentního výboru pro státní kontrolu.